# 布里斯托爾 (伊利諾伊州)
布里斯托爾（英語：Bristol）是位於美國伊利諾伊州肯德爾縣的一個非建制地區。該地的面積和人口皆未知。

## 地理
布里斯托爾的座標為41°41′08″N 88°25′14″W / 41.68556°N 88.42056°W，而該地的平均海拔高度為195米（即640英尺）。